# Pocahontas
Pocahontas (1595. – 21. ožujka 1617.), kći američkog domorodačkog poglavice Powhatana koja se u Virginiji udala za engleskog kolonista Johna Rolfea te zajedno s njim otišla u Englesku. Smatra se jednom od najpoznatijih osoba među američkim domorocima, te joj je život poslužio kao inspiracija za brojne legende, književna djela i filmove.

## Životopis
O najranijem životu princeze Pocahontas se relativno malo zna, uključujući točan datum njenog rođenja. Njena majka je bila jedna od mnogih supruga poglavice Wahunsunacocka, koji je vladao plemenom Powhatan i istoimenom konfederacijom podložnih plemena. Nakon što je rodila kćer napustila je Powhatanovo domaćinstvo, što je bio tadašnji običaj među Powhatanima.
Godine 1607., kada je Pocahontas imala 10 ili 12 godina, Engleska je na obalama Virginije počela graditi koloniju zvanu Jamestown. Jedan od ljudi uključenih u taj projekt bio je kapetan John Smith. Njega su zarobili lovci iz plemena Powhatan te ga doveli u naselje Werowocomoco, koje je tada bilo jedno od sjedišta konfederacije. Tamo je Smith, u skladu s običajima, trebao biti pogubljen. U posljednjem trenutku prije pogubljenja se na njegovo tijelo kao živi štit bacila Pocahontas te mu tako spasila život. Njen otac je tada odlučio ne samo Smithu poštediti život, nego ga pustiti da se vrati u svoje naselje.
Motivi i prava priroda ovog događaja nisu poznati, a s obzirom na to da jedini zapis potječe od samog Smitha, od 1860-ih se među povjesničarima javljaju sumnje da se on uistinu dogodio. 
U svakom slučaju, Pocahontas i Smith su postali dobri prijatelji, a to je prijateljstvo poboljšalo odnose između same kolonije i plemena, te omogućilo Jamestownu da se održi u teškim uvjetima oskudice. Sama Pocahontas je rado dolazila u Jamestown igrati se s tamošnjim dječacima.
Kasnije je Pocahontas otišla živjeti kod plemena Patawomec, koji su bili vazali Powhatana i imali teritorij oko rijeke Potomac. U ožujku 1613. ju je Japazaws, poglavica Patawomeca, zarobio i predao engleskim kolonistima iz Jamestowna kako bi se preko nje otkupili dva Engleza zarobljena od strane Powhatana. Powhatan je pristao vratiti Engleze, ali ne i njihovo oružje, te su se obje strane pripremale za rat. Sama Pocahontas je odvedena u Henricus u današnjem okrugu Chesterfield. Tamo ju je svećenik Alexander Whitaker podučavao engleskom jeziku i kršćanskom učenju, a poslije je i krštena te dobila ime Rebecca.
Nakon što su u ožujku 1614. godine počeli oružani sukobi između kolonista i Powhatana, kod naselja Matchot su održani pregovori prilikom kojih su Englezi pokušali isposlovati mir predajom Pocahontas. Međutim, tada je Pocahontas rekla poglavicama Powhatana kako je uvrijeđena time što ju je otac držao manje vrijednom od zaplijenjenog engleskog oružja, te rekla kako više voli živjeti među Englezima.
Za vrijeme boravka u Henricusu, u Pocahontas se zaljubio John Rolfe, uspješni uzgajivač duhana čija je supruga nedavno bila umrla. Rolfe je od guvernera tražio dozvolu da se oženi za nju, a kad ju je dobio, par se vjenčao 5. travnja 1614. Njihovo prvo i jedino dijete - sin Thomas - rodio se 30. siječnja 1615. godine
Brak između Rolfea i Pocahontas je pridonio smirivanju tenzija između kolonista i domorodaca, a nešto kasnije su vlasti kolonije došli na ideju da Pocahontas iskoriste kako bi privukli nove koloniste. Zbog toga su Rolfe, ona i još 11 pripadnika plemena Powhatan 1616. otputovali u Englesku. Tamo su izazvali veliku senzaciju među javnošću, a jednom prilikom su dovedeni na dvor kralja Jakova I. Tamo se srela i s Johnom Smithom, za koga je pogrešno vjerovala da je bio stradao u brodolomu nekoliko godina ranije.
U ožujku 1617. su se Rolfe i Pocahontas ukrcali na brod koji ih je trebao vratiti u Virginiju. Međutim, Pocahontas se zbog bolesti iskrcala u Gravesendu. Tamo je i umrla i pokopana, a mjesto danas obilježava spomenik.

## Potomstvo
Pocahontas je imala samo jednog sina, a preko njega samo jednu unuku - Jane Rolfe - koja je pak rodila Johna Bollinga, uglednog vojnika i političara koji je došao u srodstvo s mnogim drugim uglednim obiteljima - tzv. Prvim obiteljima Virginije. Zahvaljujući tome, veliki broj poznatih i uglednih osoba vuče porijeklo od Pocahontas, od kojih je najpoznatija Edith Wilson, supruga predsjednika Wilsona. 
Neki izvori tvrde da i obitelj Bush, uključujući predsjednike Georgea H.W. i Georgea W. Busha, potječe od Pocahontas, ali se većina geneaologa s time ne slaže.

## Pocahontas u popularnoj kulturi
Relativno kratak život Pocahontas je postao predmetom brojnih književnih djela, pri čemu su se na oskudne povijesne podatke nadovezivali mitovi i legende koje su često imale različiti ideološki sadržaj.
Najpopularniji motiv tih djela je navodna ljubavna veza između Pocahontas i Johna Smitha, koga je "domorodačka princeza" spasila od smrti zbog toga što se zaljubila. Ta ista legenda njenu smrt tumači slomljenim srcem nakon susreta sa Smithom u Engleskoj, odnosno spoznajom da se udala i rodila dijete pogrešnom čovjeku.
U 18. i 19. stoljeću je, pak, legenda o Pocahontas uz svoju romantičnu, dobila i političke i vjerske konotacije. Tako su kršćanski fundamentalisti njeno prijateljstvo s kolonistima - koji je, po njihovom tumačenju omogućio opstanak Jamestowna - te kasniji prijelaz na kršćanstvo shvaćali kao instrument Božje volje koja je bijelim anglosaksonskim protestanskim naseljenicima dala pravo da upravljaju sjevernoameričkim kontinentom. Američki nacionalisti su je, pak, smatrali svojevrsnom pramajkom američke nacije.
Krajem 20. stoljeća, pogotovo zahvaljujući pokretu politički korektnog dekonstruiranja povijesti i povijesnih mitova, priča o Pocahontas dobiva drukčije tumačenje, odnosno ona se prikazuje kao nedužno dijete prirode koju su iskoristili brutalni i beskrupulozni doseljenici u cilju otimanja zemlje domorocima. Taj stav je možda najkarakterističniji za Disneyjev animirani film Pocahontas iz 1995. godine.   
Film Novi svijet Terencea Mallicka iz 2005. godine je, pak, biografiju Pocahontas pokušao dramatizirati isključivo na temelju povijesnih podataka.

## Vanjske poveznice
- (engl.) Chief Roy Crazy Horse. "The Pocahontas Myth"  Arhivirana inačica izvorne stranice od 5. srpnja 2013. (Wayback Machine). Ranokus Indian Reservation.
- (engl.) "Pocahontas". Virginia Places. Sažetak povijesti.
- (engl.) "Contact and Conflict"  Arhivirana inačica izvorne stranice od 18. studenoga 2005. (Wayback Machine). The Story of Virginia: An American Experience. Virginia Historical Society.
- (engl.) "The Anglo-Powhatan Wars". The Story of Virginia: An American Experience. Virginia Historical Society.
- (engl.) David Morenus. "The Real Pocahontas". David's Townhouse. Uspoređuje povijesnu Pocahontas s njenom Disney verzijom.
- (engl.) David Morenus. "Pocahontas Descendants". David's Townhouse. Obiteljsko stablo i rodoslovlje njenih predaka.
- (engl.) Stan Birchfield, "Did Pocahontas Save Captain John Smith?". 1998.  Arhivirana inačica izvorne stranice od 26. lipnja 2012. (Wayback Machine) Sažeci knjige J.A.O. Lemayja o temi.
- (engl.) "Pocahontas: Icon At The Crossroads Of Race And Sex"  Arhivirana inačica izvorne stranice od 4. srpnja 2006. (Wayback Machine). The American Studies Group. Članci o Pocahontas legendi i njenom kulturološkom značenju.
- (engl.) Zabelle Stodola. "Tucson Presentation on Smith's Pocahontas and Disney's Pocahontas". Esej o učenju Pocahontas legende.
- (engl.) Virtual Jamestown. Sadrži originalne tekstove, uključujući:
  - (engl.) "A True Relation of Occurrences and Accidents in Virginia"  Arhivirana inačica izvorne stranice od 28. rujna 2013. (Wayback Machine), by John Smith, 1608.
  - (engl.) "A Map of Virginia, with a Description of its Commodities, People, Government, and Religion"  Arhivirana inačica izvorne stranice od 4. travnja 2005. (Wayback Machine), by John Smith, 1612.
- (engl.) Wyndham Robertson. Pocahontas, Alias Matoaka, and Her Descendants Through Her Marriage at Jamestown, Virginia, in April, 1614, with John Rolfe, Gentleman. Richmond, VA: J.W. Randolph & English. 1887.
- (engl.) "Pocahontas: Patron Saint of Colonial Miscegenation?"  Arhivirana inačica izvorne stranice od 28. veljače 2012. (Wayback Machine). by Kiros Auld.
- (engl.) "The Pocahontas Archive", bibliografija tekstova o Pocahontas.